# Valanga stercoraria
Valanga stercoraria är en insektsart som först beskrevs av Holdhaus 1909.  Valanga stercoraria ingår i släktet Valanga och familjen gräshoppor. Inga underarter finns listade i Catalogue of Life.